# Сом
Скоріше за все, вас цікавить Сом звичайний.
Сом (Silurus) — рід риб ряду сомоподібних (Siluriformes). Максимальні розміри різних видів — від 35 см до 3(5) м. У водоймах України трапляється тільки один вид — сом звичайний.

## Особливості
Це безлуска риба, зі шкірою, вкритою слизом. Його черево досить світле, жовтого або білого кольору, а також зустрічаються альбіносні екземпляри жовтого, жовто-оранжевого кольору. Голова сома масивна та плоска з великим ротом з дуже дрібними та численними рядами зубів, орієнтованих до задньої частини рота. На нижній щелепі є два або чотири короткі вусі; на верхній щелепі — два довгі вуса. Очі розташовані у верхній частині голови. Соми вагою від 50 до 150 кг. 
Види роду Silurus мають дуже маленький спинний плавець і анальний плавець, який переходить у хвостовий плавець, що оточує кінець хвоста, з чіткою виїмкою в точці переходу. Твердий промінь спинного плавця гладкий, шорсткий або зазубрений спереду та чітко зазубрений ззаду у самців, але гладкий або лише злегка зазубрений у самок. Спинний плавець має один твердий і від одного до шести м'яких променів, грудні плавці мають один твердий і від восьми до шістнадцяти м'яких променів, черевні плавці мають один твердий і від шести до дванадцяти м'яких променів, а анальний плавець має від 52 до 88 м'яких променів.

## Поведінка
Сом — одинока, світлоуникаюча, всеїдна риба, яка зазвичай мешкає в найглибших частинах свого середовища існування. Однак така поведінка може еволюціонувати, як показано в дослідженні, проведеному на сомах тарнських, які полюють на голубів серед білого дня, що прилітають на берег річки пити, вистрибуючи з води. Вони живуть в середньому двадцять років. Шлюбний сезон триває з травня по липень у водах з температурою 20°C; самка може відкласти до 500 яєць.

## Ризики для здоров'я
Оскільки сом легко харчується осадовими породами та, ймовірно, живе довго, він є однією з риб, відомих як біоакумулятори: у забрудненому середовищі шкідливі речовини концентруються в тілі сома. Через схильність сома до біоконцентрації важких металів, у певних забруднених водних середовищах він може бути постійно або тимчасово заборонений до вилову.

## Види
Рід містить 15 видів, поширених водами Євразії.
- Silurus aristotelis
- Silurus asotus — Сом японський
- Silurus biwaensis
- Silurus chantrei
- Silurus duanensis
- Silurus glanis — Сом європейський або звичайний
- Silurus grahami
- Silurus lanzhouensis
- Silurus lithophilus
- Silurus mento
- Silurus meridionalis
- Silurus microdorsalis
- Silurus soldatovi — Сом Солдатова
- Silurus tomodai
- Silurus triostegus